# G33
Mit der Bezeichnung G33 (Abkürzung für Gruppe der Dreiunddreißig) sind zwei unterschiedliche informelle Zusammenschlüsse von Staaten gemeint.

## Neuere G33 der Entwicklungsländer

Mitgliedsstaaten der aktuellen G33 der Entwicklungsländer

Es ist eine Gruppe von größtenteils Entwicklungsländern, die sich im März 2006 zusammenschlossen, um ihre Interessen gegenüber der Welthandelsorganisation (WTO) besser zu vertreten.
Damalige Mitglieder waren Antigua und Barbuda, Barbados, Belize, Benin, Botswana, China, Demokratische Republik Kongo, Elfenbeinküste, Dominikanische Republik, Grenada, Guyana, Guatemala, Haiti, Honduras, Indien, Indonesien, Jamaika, Kenia, Kuba, Laos, Mauritius, Madagaskar, Mongolei, Mosambik, Nicaragua, Nigeria, Pakistan, Panama, Peru, Philippinen, St. Kitts und Nevis, St. Lucia, St. Vincent und die Grenadinen, Sambia, Senegal, Simbabwe, Sri Lanka, Surinam, Tansania, Trinidad und Tobago, Türkei, Uganda und Venezuela.
Die G33 tritt als Verhandlungskoalition („bargaining coalition“) im Rahmen der WTO auf, etwa um Sonderkonditionen für Entwicklungsländer im Agrarbereich auszuhandeln.
Es handelt sich um Länder, die große bäuerliche Bevölkerung haben, gleichwohl aber auch Agrarimporteure sind. Ihre zentrale Forderung lautet: den Entwicklungsländern die Möglichkeit zu geben, für die wirtschaftliche Entwicklung ihrer Länder „strategische Produkte“ zu benennen, die von weiteren Zollreduktionen oder Verpflichtungen zur Marktöffnung auszunehmen sind, sowie besondere Sicherungsmechanismen („Special Safeguard Mechanisms“) zum Schutz der einheimischen Märkte einführen zu dürfen. Im Gegensatz zur G20 der Entwicklungsländer verfolgen sie also eher defensive Ziele.
Die Bedeutung der Gruppe liegt im Einfordern des Anspruchs auf Entwicklungsverträglichkeit der Doha-Agenda und dem Geltendmachen der Forderung, dass Entwicklungsländer eines politischen Spielraums („policy space“) bedürfen, um aus Handelsliberalisierungen Vorteile zu ziehen.

## Ehemalige G33 der Industrie- und Schwellenländer

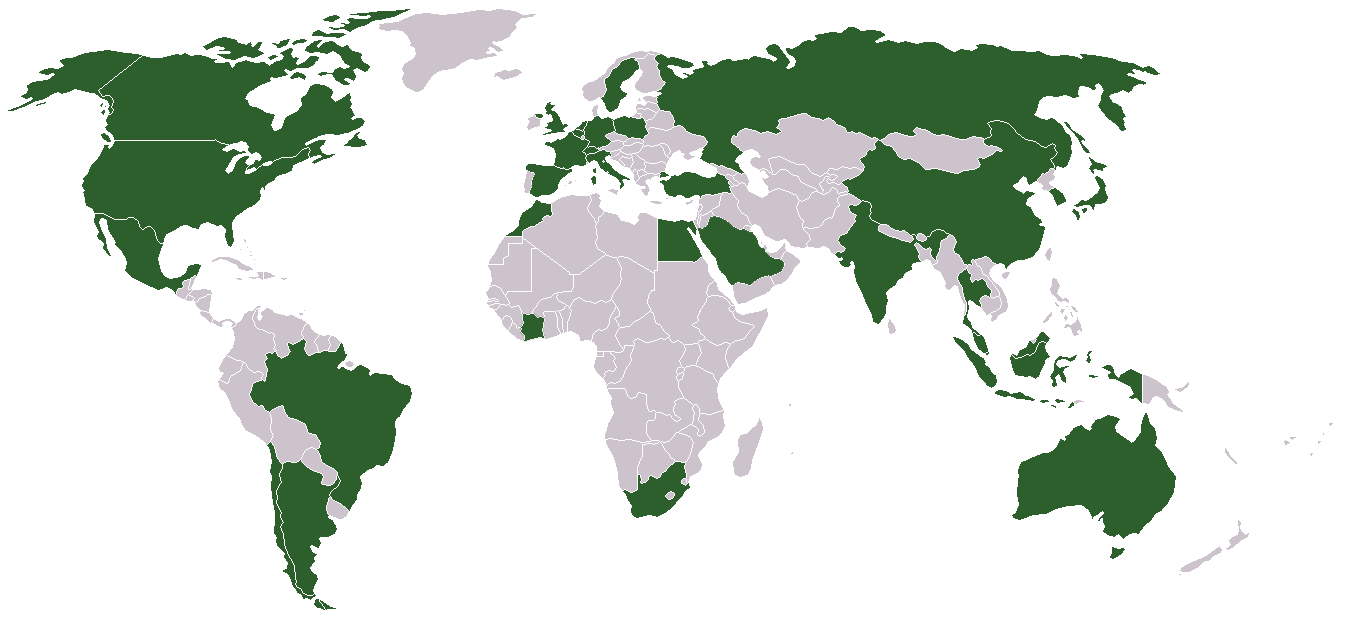
Mitgliedsstaaten der ehemaligen G33 der Industrie- und Schwellenländer

Als G33 wurde auch eine frühere Gruppe von Finanzministern und Zentralbankchefs von Industrie- und Schwellenländern bezeichnet.
Am 11. März 1999 ging bei einem Treffen auf dem Petersberg bei Bonn aus der G22 eine Gruppe hervor, die später im gleichen Jahr zur G20 wurde. Sie befasste sich mit der internationalen Finanzarchitektur und ging aus einer Initiative der Finanzminister und Zentralbankchefs der G7 hervor.
G 33-Mitglieder waren Ägypten, Argentinien, Australien, Belgien, Brasilien, Chile, Volksrepublik China, Deutschland, Elfenbeinküste, Frankreich, Großbritannien, Hongkong, Indien, Indonesien, Italien, Japan, Kanada, Malaysia, Marokko, Mexiko, Niederlande, Polen, Russland, Saudi-Arabien, Schweden, Schweiz, Singapur, Spanien, Südafrika, Südkorea, Thailand, Türkei und USA.

## Weitere Staatengruppen
- UNO – die Vereinten Nationen sind die weltweit wichtigste Staatengruppe, ein Zusammenschluss von 193 Staaten
- G7 – die sieben ehemals bedeutendsten Industrienationen der Welt Deutschland, Frankreich, Italien, Japan, Kanada, Vereinigtes Königreich und USA (1975–1998, Neuanfang 2014)
- G20 – Gruppe der zwanzig wichtigsten Industrie- und Schwellenländer
- Gruppe der 77 – Zusammenschluss der Staaten des Globalen Südens